# Roberto Marcelo Levingston
Roberto Marcelo Levingston Laborda (19. ledna 1920 San Luis – 17. června 2015 Buenos Aires) byl argentinský politik, voják a pedagog. Dne 18. června 1970 se stal po vojenském převratu, který svrhl vládu Juana Carlose Onganía, 30. prezidentem Argentiny, kterým zůstal do 22. března 1971, kdy jej sesadil další převrat, který vedl Alejandro Agustín Lanusse.
Byl skotského, francouzského a španělského původu. Od roku 1938 studoval Národní vojenskou akademii a po jejím absolvování byl zařazen ke jezdectvu. V roce 1948 byl povýšený do hodnosti kapitána a začal působit na ministerstvu války. O další dva roky později začal působit ve vojenské tajné službě. V roce 1956 byl povýšený na podplukovníka a od následující roku učil na Vysoké vojenské škole. V roce 1957 byl krátce jako vojenský atašé ve Spojených státech amerických. Ke konci roku 1960 byl povýšen do hodnosti plukovníka a začal pracovat ve velitelství 3. armádního sboru. Později se vrátil do tajné služby. Od roku 1963 pracoval v generálním štábu pozemních sil. V roce 1966 byl povýšen do hodnosti brigádního generála. Na přelomu let 1969 a 1970 byl opět ve Spojených státech amerických v roli vojenského atašé.